# Rollen Hans
Rollen F. Hans (Pasadena, California, 13 de abril de 1931), también conocido como Rollie Hans o Rolly Hans, fue un jugador de baloncesto estadounidense que disputó dos temporadas en la NBA. Con 1,88 metros de estatura, jugaba en la posición de base.

## Trayectoria deportiva

### Universidad
Tras pasar primero por el Los Angeles Community College, acabó su carrera universitaria jugando con los Blackbirds de la Universidad de Long Island.

### Profesional
Tras no ser elegido en el Draft de la NBA de 1953, fichó por los Baltimore Bullets, donde en su primera temporada, como suplente de Paul Hoffman promedió 7,2 puntos, 2,7 asistencias y 2,4 rebotes por partido. Al año siguiente, las lesiones solo le dejaron disputar once partidos, en los que promedió 5,6 puntos y 2,0 asistencias.
Antes del comienzo de la temporada 1956-57, el equipo desapareció, no siendo seleccionado Hans en el draft de dispersión que se produjo, abandonando en ese momento el baloncesto en activo.

## Estadísticas de su carrera en la NBA

### Temporada regular
| Temporada | Edad | Equipo            | Liga | P  | TIT | MIN  | TC  | TCA | %TC  | 3P | 3PA | %3P | TL  | TLA | %TL  | R.OF. | R.DEF. | REB | ASIS | ROB | TAP | PER | FP  | PTS |
| 1953-54   | 22   | Baltimore Bullets | NBA  | 67 |     | 23.2 | 2.9 | 7.7 | .371 |    |     |     | 1.5 | 2.7 | .561 |       |        | 2.4 | 2.7  |     |     |     | 2.6 | 7.2 |
| 1954-55   | 23   | Baltimore Bullets | NBA  | 13 |     | 13.7 | 2.3 | 5.2 | .448 |    |     |     | 1.0 | 1.9 | .520 |       |        | 1.2 | 2.0  |     |     |     | 1.5 | 5.6 |
| Total     |      |                   | NBA  | 80 |     | 21.7 | 2.8 | 7.3 | .380 |    |     |     | 1.4 | 2.6 | .556 |       |        | 2.2 | 2.6  |     |     |     | 2.4 | 7.0 |